# Ladybeard
Richard Magarey, meglio noto come Ladybeard (Adelaide, 3 agosto 1983), è un wrestler, stuntman e cantante australiano, frontman delle BABYBEARD, delle Deadlift Lolita e, precedentemente, delle Ladybaby.

## Biografia
Secondo GirlsWalker, Magarey ha iniziato a travestirsi quando aveva 14 anni usando l'uniforme scolastica di sua sorella. Da allora, abiti carini hanno fatto parte del suo personaggio nel wrestling. Magarey si è laureato al Flinders University of South Australia Drama Center nel 2004 con un Bachelor of Fine Arts prima di trasferirsi a Melbourne per allenarsi in arti marziali in stile Hong Kong e acrobazie cinematografiche con Paul Andreovski del Jackie Chan Stunt Team.

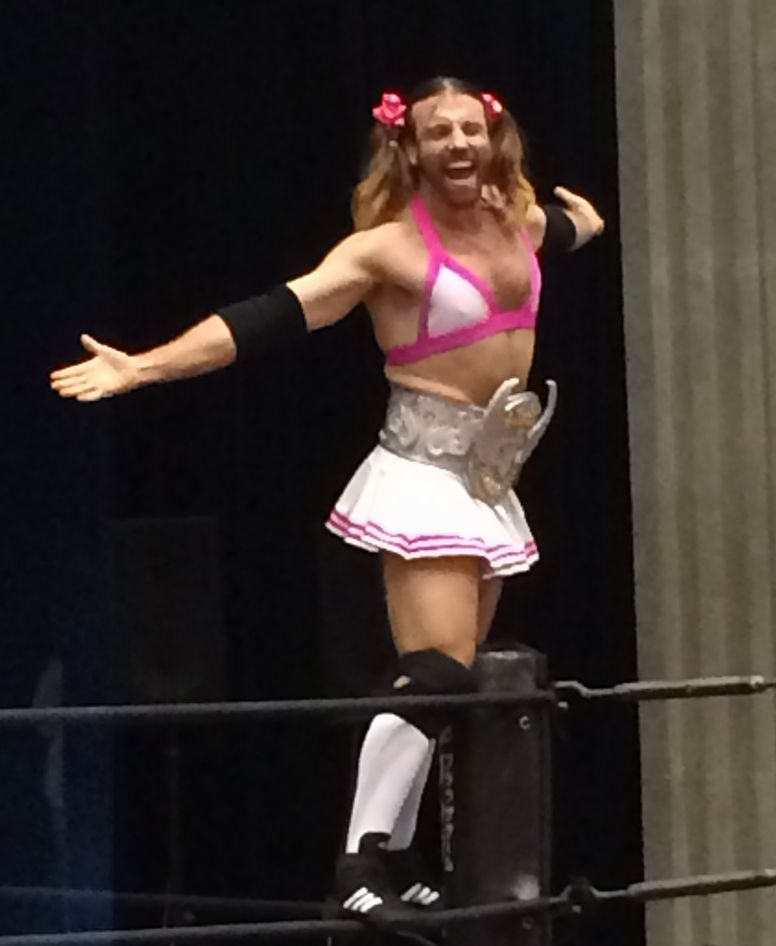
Ladybeard nel 2014

Originario di Adelaide, Magarey si è trasferito a Hong Kong nel 2006 per dare il via alla sua carriera di stuntman nelle arti marziali nei film, diventando in seguito un successo a Hong Kong come wrestler travestito professionista. Ha recitato in due film di Michael Gleissner: Irreversi, girato nel 2010 a Hong Kong (dove Magarey è stato anche il sostituto dell'attore protagonista Ian Bohen), e Deep Gold, girato nel 2011 nelle Filippine. Ha anche recitato come il principale cattivo straniero in The Fortune Buddies.
Nell'ottobre 2013 si è trasferito a Tokyo, in Giappone, per tentare una carriera simile lì. Il 1º gennaio 2015 Ladybeard ha pubblicato il DVD + CD "Ladybeard Justice Fight Ai To Yuki To Bikini To Hige To". Nel 2017 Ladybeard ha fatto parte del documentario australiano "Big in Japan". Oltre al suo inglese nativo, Ladybeard parla giapponese, cantonese, cinese mandarino e capisce un po' di tedesco.

## Carriera musicale
Lo stile musicale di Ladybeard è descritto come Kawaiicore, un portmanteau di kawaii (giapponese per "carino") e il suffisso -core associato al metalcore. Il suo motto è "Sing, dance, destroy!" ("Canta, balla, distruggi!").

### Ladybaby
Nel 2015, ha fondato la band Ladybaby insieme alle cantanti Rie Kaneko e Rei Kuromiya. Il 4 luglio, il gruppo ha pubblicato la sua prima canzone e video musicale, intitolati "Nippon Manju", una canzone che tratta di tutte le cose che amano del Giappone. Rilasciato nel luglio 2015, il video musicale è diventato virale su YouTube, ottenendo 1 milione di visualizzazioni in soli 2 giorni. Il loro secondo singolo, pubblicato in Giappone il 13 gennaio 2016, ha debuttato al numero 15 della classifica giornaliera Oricon. Dopodiché Ladybeard ha lasciato il gruppo, ribattezzato "The Idol Formerly Known as LADYBABY". Nel 2018 il gruppo è tornato al nome originale dopo che Rei Kuromiya ha lasciato il gruppo e si sono unite altre tre ragazze. Ladybeard ha tuttavia fatto un'apparizione come ospite nell'EP "ホ シ ノ ナ イ ソ ラ -Starless_Sky-", più precisamente nella canzone "ビ リ ビ リ マ ネ ー -Biri Biri Money-".

### Deadlift Lolita

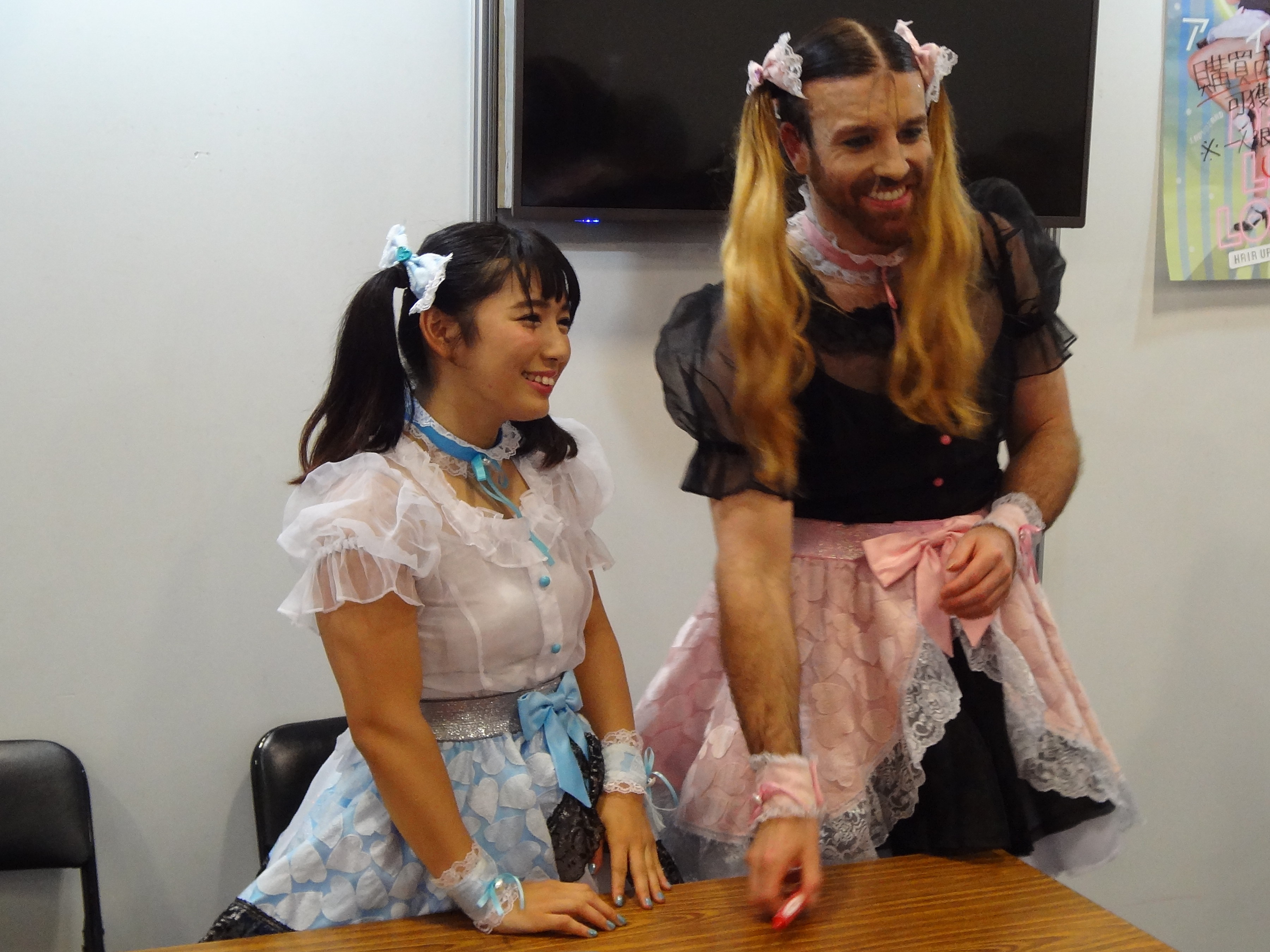
Deadlift Lolita nel 2017

Il 28 febbraio 2017, Ladybeard ha annunciato la formazione di un nuovo gruppo, le "Deadlift Lolita", con la bodybuilder e wrestler Reika Saiki. Sono raggiunti dal chitarrista Isao Fujita, noto per aver collaborato con le Babymetal. Il loro primo singolo "Six Pack Twins" è stato pubblicato il 31 marzo 2017.

### Solista e collaborazioni
Il 1 ° gennaio 2015 Ladybeard ha pubblicato il singolo bonus in DVD "LadyBeard Justice Fight - Ai to Yuki to Bikini to Hige to -", contenente il singolo e quattro remix della canzone "Ladybeard Justice Fight". Il 20 gennaio 2016 Ladybeard ha partecipato al singolo di Shiori Tomita "Valentine Kiss", cover di Sayuri Kokushō. Il 19 ottobre 2016 Ladybeard ha pubblicato un singolo in collaborazione con PEE e Yuuka Furukawa, "Wanchan Aruchan". Il 28 ottobre 2016 ha pubblicato un singolo in collaborazione con il gruppo di idol cinesi ATF, "Ghost Script". Il 23 maggio 2018 ha pubblicato un singolo in collaborazione con il batterista MURATA TAMU, "Super D & D ~ Kanzen ni Lead Shite I My Me ~", con "D zettai! Samurai in the rain" come b-side. Il 7 luglio 2020 ha partecipato al singolo di Zakk Cash "Limit Break X Survivor (Dragon Ball Super Collaborative Cover) (feat. Amalee, Ladybeard, Samuel Cristea, Eric Emery, Julian Comeau, Mark Barela, Callgirl & Christian Grey)". I proventi sono stati devoluti a sostegno di Azione contro la Fame, delle vittime degli incendi in Australia del 2019-2020 e delle persone più colpite dal COVID-19.

### BABYBEARD
Il 12 aprile 2021, Ladybeard ha annunciato la formazione di un nuovo gruppo chiamato BABYBEARD con le cantanti Suzu e Kotomi. I loro singoli di debutto "Nippon Kara Konnichiwa" e "PIENIZER" sono andati in onda a partire dal 28 aprile 2021. "Nippon Kara Konnichiwa" è arrivato su iTunes Store • Top Songs J-Pop • Australia • TOP 2 il 28 aprile 2021 e iTunes Store • J- Canzoni pop più popolari • America • TOP 4 il 29 aprile 2021. Le canzoni del gruppo sono state scritte da Takashi Asano e Natsumi Tadano, gli autori del testo di "Nippon Manju".

## Riconoscimenti
- DDT Pro-Wrestling
  - Ironman Heavymetalweight Championship (3 volte)
  - KO-D 10-Man Tag Team Championship - con Ken Ohka, LiLiCo, Makoto Oishi e Super Sasadango Machine[24]
  - Fly to Everywhere World Championship[25]